# Kylie: The Videos
Kylie: The Videos là VHS thứ hai của ca sĩ kiêm nhạc sĩ Kylie Minogue, phát hành vào tháng 11 năm 1988 tại Anh, Đức, Pháp và Nhật Bản.

## Danh sách video
1. Video âm nhạc của "I Should Be So Lucky"
2. Video âm nhạc của "Got to Be Certain"
3. Video âm nhạc của "The Locomotion"
4. Video âm nhạc của "Je Ne Sais Pas Pourquoi"
5. Phỏng vấn (Video)

## Định dạng
| Định dạng phát hành | Quốc gia | Mã hàng | Hãng thu |
| ------------------- | -------- | ------- | -------- |
| UK VHS              | Anh      | VHF3    | PWL      |
| Laserdisc Nhật Bản  | Nhật Bản | 35BZ-2  | PWL      |
| FR VHS              | Pháp     | 0498192 | CBS      |